# 1 Samodzielny Pułk Łączności
1 samodzielny pułk łączności (1 pł) – oddział łączności ludowego Wojska Polskiego
Pułk został sformowany w kwietniu 1944, w Trojanowie (ZSRR) dla zabezpieczenia łączności 1 Armii Wojska Polskiego.
Swój szlak bojowy pułk zakończył 7 maja 1945 nad Łabą.

## Geneza
Gdy w Związku Radzieckim 9 maja 1943 została utworzona 1 Dywizja Piechoty im. Tadeusza Kościuszki, razem z nią w jej składzie sformowana została kompania łączności.
W miarę napływania ochotników do polskiego wojska, za zgodą władz ZSRR utworzona dywizja rozrasta się do rozmiarów korpusu, powstaje 1 Korpus Wojska Polskiego. Powstaje też potrzeba rozbudowy kompanii łączności do batalionu. Wtedy dowódca korpusu gen. brygady Zygmunt Berling kieruje do obozu w Sielcach grupę oficerów i żołnierzy, której zadaniem jest uzupełnienie 1 samodzielnego batalionu łączności. W zasadzie był to normalny batalion łączności według etatu rosyjskiego, ale żeby podkreślić jego samodzielność w dziedzinie obrony i ochrony własnych pododdziałów, większości jednostek nadawano miano "Samodzielny".
Od 19 sierpnia 1943 w obozie letnim nad Oką – zgodnie z planem organizacyjnym, formuje się 1 samodzielny batalion łączności. Organizację Batalionu powierzono kpt. Szpakowskiemu, któremu do pomocy w organizowaniu i szkoleniu żołnierzy oddelegowano z kompanii łączności odpowiednią grupę żołnierzy. Dowództwo batalionu objął mjr Wiktor Zarucki. Na jesień batalion przeniesiony został do samych Sielc, gdzie wcześniej żołnierze zbudowali na zimę ziemianki.
Ze względu na braki kadrowe część instruktorów byli to żołnierze oddelegowani z Armii Radzieckiej, jednak często byli to ludzie pochodzenia polskiego. Na potrzeby batalionu została też zorganizowana szkoła podoficerska, dowodził nią kpt. Osiński. Trochę kłopotów sprawiały problemy językowe ale były one marginalne, gdyż żołnierze i oficerowie polscy przebywali już trochę w ZSRR (przeważnie daleko na tzw. "białych niedźwiedziach") i znali język rosyjski dość dobrze. Problemy sprawiał głównie język techniczny.
Fragment wspomnień:
Każdy łącznościowiec musi znać podstawy elektrotechniki. Podstawy te wykładał nam początkowo kpt. inż. Rabanowski (późniejszy minister komunikacji w rządzie Osóbki Morawskiego). Nie były to jakieś zawiłe analizy obwodów prądowych – ale np.: co to jest obwód elektryczny?, co to są źródła prądu? i jakie używamy w wojsku?, jak je łączymy itd. itd. Każdy jednak musiał znać prawo Ohma – jak paciorek, który matula kiedyś nas nauczała.
Potem, prądy i urządzenia łączności, wykładał instruktor radziecki, który zaczął nam przestawiać w naszych chłopskich "makitrach": opór to "soprotiwlenije", dławik to "drosiel", obwód elektryczny to "elektriczeskaja cep" itd. itd. Wprawdzie "cep" inaczej nam się kojarzył, ale drwiąc mówiliśmy: " Nareszcie jakiś znany wyraz".

Nie myśl Drogi Czytelniku, że to było złe – te rosyjskie nazwy. Potem dostawaliśmy instrukcje urządzeń łączności w tymże języku i to nam wielce pomagało....
Za posuwającym się na zachód frontem, razem z 1 Korpusem Wojska Polskiego na Smoleńszczyznę przenosi się i batalion. Jednocześnie w trakcie dalszego szkolenia zabezpiecza on łączność dla dowódcy korpusu z podległymi wojskami. Najpierw zajmowany jest rejon wsi Kopanka, później Trojanowo.
Tam pod koniec marca 1944 r. naczelne dowództwo Armii Radzieckiej i Komitet Obrony ZSRR zezwoliły na utworzenie 1 Armii Wojska Polskiego. W planie organizacyjnym formowania 1 AWP, zgodzono się też na sformowanie pułku łączności.
Rozkazem Dowódcy 1 AWP gen. Zygmunta Berlinga nr 01/org. z dnia 1 kwietnia 1944 r. powołany do życia został 1 samodzielny pułk łączności 1 Armii Wojska Polskiego.

### Zadania pułku
Zadaniem Pułku było zabezpieczenie łączności 1 Armii Wojska Polskiego podczas działań bojowych. Polegało to na rozwijaniu węzłów łączności (WŁ):
- WŁ SD Armii (na głównych stanowiskach dowodzenia),
- WŁ WSD Armii (na wysuniętych stanowiskach dowodzenia),
- WŁ KSD Armii (na kwatermistrzowskich stanowiskach dowodzenia), oraz
- PWŁ (pomocniczych węzłach łączności, wiążących w system wymienione węzły łączności sąsiadów i przełożonych – według potrzeb).

Inne zadania jakie wykonywał pułk były to: odbudowa infrastruktury stacjonarnych linii przewodowych i naprawa zniszczonych central telefonicznych na wyzwolonych terenach oraz prowadzenie nasłuchu radiowego w celu rozpoznania organizacji i pozycji nieprzyjaciela.

## Skład organizacyjny
- Dowództwo,
- Sztab,

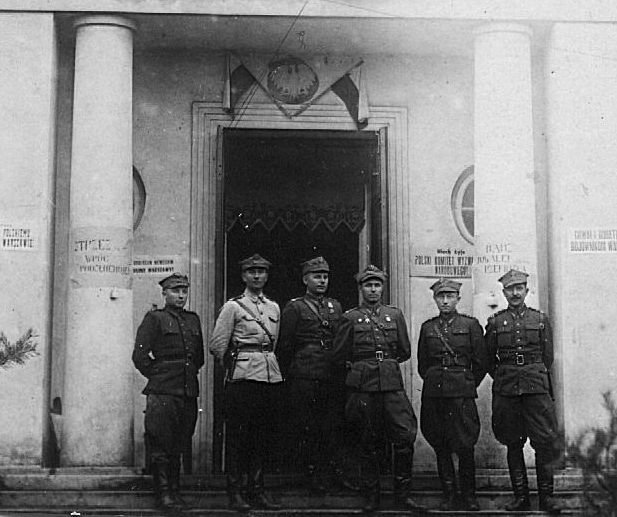
Spotkanie dowództwa 1 Samodzielnego Pułku Łączności – jesień 1944. Od lewej: kpt. Ruchajło (informacja), mjr Kunin (liniowiec), ppłk Zarucki (dowódca), płk Malinowski (już dowódca 3 SPŁ), kpt. Rabanowski (już minister w rządzie PKWN), mjr Luluk (pom. d-cy ds. technicznych)

- Batalion telefoniczno-telegraficzny,
- Kompania radiowa,
- Kompanii ruchomych środków łączności,
- Kompanii kablowo – telegraficzna (motorowa),
- Kompanii kablowo – telegraficzna (konna),
- Batalion „WCz” (weczystów) (przydzielony z Armii Radzieckiej),

- Elementy zabezpieczenia technicznego:
  - Pluton transportowo-samochodowy,
  - Warsztat remontu uzbrojenia,
  - Warsztat samochodowy pułku.
  - Punkt pomocy technicznej,
  - Punkt pomocy medycznej,
  - Wydział żywnościowy,

## Sprzęt
- Radiostacja RCC – 2 stacje
- Radiostacja RSB – 4 stacje
- Radiostacja SCR – 1 stacja
- Radiostacja RAF – 1 stacja
- Radiostacja RBM – 1 stacja
- Łącznice telefoniczne,
- Urządzenia telegraficzne BODO,
- Urządzenia telegraficzne ST-35 (dalekopisy),
- Urządzenia telegraficzne Morse'a
- Urządzenia W.Cz. (utajniające),
- Krosy (przełącznice liniowe),
- Kable polowe,
- Aparaty telefoniczne,
- Samochody pancerne – 5 szt.
- Samochody osobowo-terenowe – 10 szt.
- Motocykle – 12 szt.
- warsztat łączności – 1 szt.
- warsztat samochodowy – 1 szt.

od grudnia 1944 r. zamontowane na samochodach:
- centrala telefoniczna
- aparatownia telegraficzna "Bodo"
- aparatownia telegraficzna "ST-35"
- aparatownia telegraficzna Morse'a
- przełączalnia telegraficzna
- stacja ładowania akumulatorów

## Obsada etatowa (fragmenty)
1 samodzielny batalion łączności (1 Korpus Polski)
Dowódcy:
- kpt. Szpakowski
- mjr Wiktor Zarucki (od VIII 1943)

Szef sztabu
- por. Fridman

1 samodzielny pułk łączności (1 Armii WP)
Dowódcy:
- mjr Wiktor Zarucki (PO) (04.1944 r. – 05.1944)
- ppłk Romuald Malinowski (05.1944 r. – 16.10.1944)
- ppłk Wiktor Zarucki (17.10.1944 r. – 09.1945)

Zastępcy ds. polityczno-wychowawczych:

- ppor. Starzec
- por. inż. Jan Rabanowski
- ppor. Tadeusz Pisula – styczeń 1945

Zastępca ds. liniowych:
- mjr Wiktor Zarucki
- mjr Kunin

Zastępcy ds. techniczno-materiałowych:
- kpt. Stefan Kunceficz,

Kwatermistrz:
- kpt. Kuncewicz,

Szef sztabu: dane z kroniki i rozkazu organizacyjnego pułku z dnia 4.04.1944 r.
- kpt. Osiński ...
- kpt. Jan Klusik,

Pomocnicy szefa sztabu:
- por. Frydman, chor. Paweł Wildstein,

Szef łączności: ppłk Suczek,

Szef służby uzbrojenia: por. Włodzimierz Pozniak,

Szef służby chemicznej: ppor. Wójcicki,

Szef kancelarii żywnościowej: kpr. Pobola,

Szef zaop. mundurowego: por. Adolf Pawłowski,

Szef zaop. żywnościowego: por. Kuncewicz,

Szef zaop. finansowego: ppor. Uroda,

Instruktor propagandy: ppor. Henryk Szemberg,

Felczer pułku: chor. Milda Chomicz, kpt. Szyran,

Batalion Telefoniczno-Telegraficzny,
- Dowódca batalionu: por. Klusik,
- Z-ca ds. polityczno-wychowawczych: ppor. Jackowska,

samodzielny batalion łączności:
- Dowódca batalionu: kpt. Strzelecki,
  - Dowódca 7 komp.: por. Koniew,
  - Dowódca 8 komp.: kpt. Mań,

Kompania Radiowa,
- Dowódca kompanii: ppor. Baranow,
- Z-ca ds. polityczno-wychowawczych: chor. Lena Grůunszpan,

Kompanii Ruchomych Środków Łączności,
- Dowódca kompanii: ppor. Czernyszow,

Kompanii Kablowo – Telegraficznych (motorowa),
- Dowódca kompanii: ppor. Głuchaniuk, por. Aleksander Morawski,
- Z-ca ds. polityczno-wychowawczych: chor. Edward Gierasimczyk,

Kompanii Kablowo – Telegraficznych (konna),
- Dowódca kompanii: chor. Sypało,
- Z-ca ds. polityczno-wychowawczych: chor. Laszkiewicz,

Stacja telegraficzna:
- Dowódca stacji: por. Jan Kurewicz,
  - Technik: ppor. Gabszewicz, chor. Stefan Sołowiow,

Stacja telefoniczna:
- D-ca oddz. łączn. wewnętrznej: chor. Józef Kryworotenko,
- D-ca oddz. łączn. dalekosiężnej: ppor. Antoni Łojko,

Stacja generatorowa:
- Dowódca stacji: chor. Józef Lulewicz,
  - Technik: xx,

Pluton transportowo-samochodowy:
- Dowódca: ppor. Bronisław Książek,

Warsztat uzbrojenia bojowego:
- Dowódca: ppor. Antoni Zaleski,

Warsztat samochodowy:
- Dowódca: kpr. Walczak,

## Marsze i działania bojowe
|  |  |  |  |

|  |  |

## Rozformowanie
28 maja 1945 Rada Najwyższa ZSRR odznaczyła Batalion Orderem Czerwonej Gwiazdy za "wzorowe wypełnianie zadań bojowych Naczelnego Dowództwa przy przerwaniu obrony Niemców i ofensywie na Berlin".
Po przegrupowaniu się do Wriezen (Niemcy), 9 lipca 1945 roku pułk wrócił do Polski i skoszarowany został w Katowicach.
W ramach pokojowej reorganizacji wojska, we wrześniu 1945 Pułk został rozwiązany.